# Athlétisme aux Jeux méditerranéens de 1979
Navigation
Les épreuves d'athlétisme des Jeux méditerranéens de 1979 ont eu lieu du 23 au 28 septembre 1979 à Split en Yougoslavie.

## Résultats

### Hommes
| Épreuve                 | Or                                                                        | Or              | Argent                                                                         | Argent          | Bronze                                                                  | Bronze          |
| ----------------------- | ------------------------------------------------------------------------- | --------------- | ------------------------------------------------------------------------------ | --------------- | ----------------------------------------------------------------------- | --------------- |
| 100 m                   | Pietro Mennea Italie                                                      | 10 s 24         | Gianfranco Lazzer Italie                                                       | 10 s 47         | Philippe Lejoncour France                                               | 10 s 56         |
| 200 m                   | Luciano Caravani Italie                                                   | 20 s 74         | Bernard Petitbois France                                                       | 21 s 02         | Georgios Tzouvaras Grèce                                                | 21 s 14         |
| 400 m                   | Francis Demarthon France                                                  | 45 s 89         | Didier Dubois France                                                           | 46 s 11         | Josip Alebić Yougoslavie                                                | 46 s 24         |
| 800 m                   | Dragan Životić Yougoslavie                                                | 1 min 45 s 20   | Abderrahmane Morceli Algérie                                                   | 1 min 46 s 38   | Sotirios Moutsanas Grèce                                                | 1 min 46 s 66   |
| 1 500 m                 | José Marajo France                                                        | 3 min 41 s 00   | Dragan Zdravković Yougoslavie                                                  | 3 min 41 s 22   | Abderrahmane Morceli Algérie                                            | 3 min 41 s 40   |
| 5 000 m                 | Luigi Zarcone Italie                                                      | 13 min 45 s 11  | Rachid Habchaoui Algérie                                                       | 13 min 47 s 24  | El Hachemi Abdenouz Algérie                                             | 13 min 57 s 55  |
| 10 000 m                | Abdelmadjid Mada Algérie                                                  | 28 min 33 s 08  | Luigi Zarcone Italie                                                           | 28 min 39 s 06  | Rachid Habchaoui Algérie                                                | 28 min 59 s 72  |
| Marathon, course courte | Mikhalis Kousis Grèce                                                     | 2 h 6 min 53 s  | Marco Marchei Italie                                                           | 2 h 7 min 15 s  | Mehmet Terzi Turquie                                                    | 2 h 10 min 11 s |
| 3000 m steeple          | Mariano Scartezzini Italie                                                | 8 min 24 s 9    | Domingo Ramón Espagne                                                          | 8 min 25 s 8    | Philippe Gauthier France                                                | 8 min 27 s 3    |
| 110 m haies             | Borisav Pisić Yougoslavie                                                 | 13 s 85         | Giuseppe Buttari Italie                                                        | 13 s 88         | Javier Moracho Espagne                                                  | 13 s 92         |
| 400 m haies             | Rok Kopitar Yougoslavie                                                   | 49 s 70         | Claude Anicet France                                                           | 50 s 85         | Fulvio Zorn Italie                                                      | 50 s 90         |
| Saut en hauteur         | Massimo Di Giorgio Italie                                                 | 2,26 m          | Oscar Raise Italie                                                             | 2,24 m          | Danial Temim Yougoslavie                                                | 2,20 m          |
| Saut à la perche        | Philippe Houvion France                                                   | 5,30 m          | Jean-Michel Bellot France                                                      | 5,30 m          | Roger Oriol Espagne                                                     | 5,10 m          |
| Saut en longueur        | Nenad Stekić Yougoslavie                                                  | 8,21 m          | Philippe Deroche France                                                        | 8,04 m          | Miljenko Rak Yougoslavie                                                | 7,62 m          |
| Triple saut             | Bernard Lamitié France                                                    | 16,90 m         | Miloš Srejović Yougoslavie                                                     | 16,55 m         | Milan Spasojević Yougoslavie                                            | 16,55 m         |
| Lancer du poids         | Vladimir Milić Yougoslavie                                                | 20,58 m         | Youssef Nagui Asaad Égypte                                                     | 19,70 m         | Ivan Ivančić Yougoslavie                                                | 19,13 m         |
| Lancer du disque        | Armando De Vincentis Italie                                               | 57,96 m         | Hassan Ahmed Hamad Égypte                                                      | 56,06 m         | Silvano Simeon Italie                                                   | 55,06 m         |
| Lancer du marteau       | Giampaolo Urlando Italie                                                  | 69,92 m         | Edoardo Podberscek Italie                                                      | 69,42 m         | Srecko Štiglic Yougoslavie                                              | 68,56 m         |
| Lancer du javelot       | Penisio Lutui France                                                      | 81,08 m         | Tarek Chaabani Tunisie                                                         | 78,42 m         | Neđo Đurović Yougoslavie                                                | 76,72 m         |
| Décathlon               | Éric Motti France                                                         | 7 744 points    | Darko Cujnik Yougoslavie                                                       | 7 345 points    | Joško Vlašić Yougoslavie                                                | 7 327 points    |
| 20 km marche            | Gérard Lelièvre France                                                    | 1 h 23 min 51 s | José Marín Espagne                                                             | 1 h 24 min 18 s | Carlo Mattioli Italie                                                   | 1 h 24 min 56 s |
| 4 × 100 m               | Italie Gianfranco Lazzer Luciano Caravani Giovanni Grazioli Pietro Mennea | 39 s 27         | France Philippe Lejoncour Antoine Richard Lucien Sainte-Rose Bernard Petitbois | 39 s 98         | Yougoslavie Janez Sagadin Dragan Zarić Aleksandar Popović Borisav Pisić | 40 s 53         |
| 4 × 400 m               | France Jacques Fellice Robert Froissart Didier Dubois Francis Demarthon   | 3 min 3 s 67    | Yougoslavie Željko Knapić Dragan Životić Rok Kopitar Josip Alebić              | 3 min 4 s 33    | Italie Alfonso Di Guida Flavio Borghi Stefano Malinverni Roberto Tozzi  | 3 min 4 s 61    |

### Femmes
| Épreuve           | Or                                                       | Or            | Argent                                                            | Argent        | Bronze                       | Bronze                  |
| ----------------- | -------------------------------------------------------- | ------------- | ----------------------------------------------------------------- | ------------- | ---------------------------- | ----------------------- |
| 100 m             | Chantal Réga France                                      | 11 s 48       | Marisa Masullo Italie                                             | 11 s 66       | Laura Miano Italie           | 11 s 67                 |
| 200 m             | Marisa Masullo Italie                                    | 23 s 26       | Annie Alizé France                                                | 23 s 37       | Claudine Mas France          | 24 s 03                 |
| 400 m             | Jelica Štefancic Yougoslavie                             | 52 s 96       | Ana Guštin Yougoslavie                                            | 54 s 57       | Georgia Troumbouki Grèce     | 54 s 93                 |
| 800 m             | Gabriella Dorio Italie                                   | 2 min 01 s 78 | Agnese Possamai Italie                                            | 2 min 03 s 73 | Nadja Avdibašic Yougoslavie  | 2 min 04 s 03           |
| 1 500 m           | Margherita Gargano Italie                                | 4 min 06 s 71 | Gabriella Dorio Italie                                            | 4 min 07 s 07 | Sakina Boutamine Algérie     | 4 min 10 s 60           |
| 100 m haies       | Laurence Elloy France                                    | 13 s 87       | Elisavet Pantazi Grèce                                            | 14 s 33       | Patrizia Lombardo Italie     | 14 s 65                 |
| Saut en hauteur   | Sara Simeoni Italie                                      | 1,98 m        | Donatella Bulfoni Italie                                          | 1,81 m        | Lidija Benedetic Yougoslavie | 1,75 m                  |
| Saut en longueur  | Maria Lambrou Grèce                                      | 6,32 m        | Snežana Dancetovic Yougoslavie                                    | 6,20 m        | Amanda Naval Espagne         | 6,06 m                  |
| Lancer du poids   | Léone Bertimon France                                    | 16,80 m       | Soultana Saroudi Grèce                                            | 16,69 m       | Cinzia Petrucci Italie       | 16,17 m                 |
| Lancer du disque  | Renata Scaglia Italie                                    | 52,92 m       | Fethia Jerbi Tunisie                                              | 49,24 m       | Kosa Stojkovic Yougoslavie   | 48,82 m                 |
| Lancer du javelot | Sofía Sakoráfa Grèce                                     | 57,96 m       | Fausta Quintavalla Italie                                         | 57,06 m       | Borbala Menyhart Yougoslavie | 54,50 m                 |
| Pentathlon        | Florence Picaut France                                   | 4 424 points  | Breda Lorenci (Babošek) Yougoslavie                               | 4 180 points  | Barbara Bachlechner Italie   | 3 994 points            |
| 4 × 100 m         | France Annie Alizé Emma Sulter Claudine Mas Chantal Réga | 44 s 58       | Italie Irma Galli Patrizia Lombardo Marisa Masullo Laura Miano    | 45 s 32       | Grèce                        | 46 s 17                 |
| 4 × 400 m         | Yougoslavie                                              | 3 min 38 s 91 | France Annie Alizé Florence Picaut Véronique Renties Claudine Mas | 3 min 56 s 84 | -                            | 2 finalistes uniquement |